# Salicilato de metilo
El  salicilato de metilo  es un éster del ácido salicílico y del metanol. Se presenta en muchas plantas de hoja perenne, de ahí el nombre  aceite de gaulteria.

## Preparación
Anteriormente, el salicilato de metilo se preparaba a partir de destilados del azúcar de las ramas de abedul (Betula lenta) o de la gaulteria (Gaultheria procumbens).
Hoy en día, el salicilato de metilo se produce sintéticamente mediante la reacción de ácido salicílico y metanol.
{\displaystyle {\rm {C_{7}H_{6}O_{3}+CH_{3}OH\rightarrow C_{8}H_{8}O_{3}+H_{2}O}}}

## Utilización
El salicilato de metilo se utiliza en cremas, ya que tiene un olor agradable y estimula el flujo sanguíneo de los capilares. Es muy común su uso en pomadas analgésicas como Iodex o Bálsamo Alesida. 
También se utiliza como agente saborizante en la goma y dulce porque tiene un sabor similar a la menta. También tiene algunas propiedades como antiséptico y por este motivo también se utilizó en colutorios bucales.
El salicilato de metilo se puede usar para tratar a los animales y los órganos que se conservan en formaldehído con fines de investigación o enseñanza. Puede emplearse para teñir los tejidos que son parcialmente transparentes. El efecto es aún más fuerte si el tejido ha sido tratado anteriormente con azul de metileno para obtener una radiografía por contraste.

## Nota
1. ↑  Número CAS

- Datos: Q407669
- Multimedia: Methyl salicylate / Q407669